# Doissat
Doissat (tiếng Occitan là Doissac) là một xã của Pháp, nằm ở tỉnh Dordogne trong vùng Aquitaine của Pháp. Xã này có diện tích 15,3 km2, dân số năm 2005 là 112 người. Xã nằm ở khu vực có độ cao trung bình 250 m trên mực nước biển.

## Hành chính
| Danh sách các xã trưởng                |                  |                    |                  |         |
| Giai đoạn                              | Giai đoạn        | Tên                | Đảng             | Tư cách |
| tháng 3 năm 2001                       | tháng 3 năm 2008 | Brigitte Pundiak   | -                | -       |
| tháng 3 năm 2008                       | đương nhiệm      | Jean-Jacques Varga | không chính thức | hưu trí |
| Tất cả các dữ liệu trước đây không rõ. |                  |                    |                  |         |

## Thông tin nhân khẩu
| Năm    | 1962 | 1968 | 1975 | 1982 | 1990 | 1999 | 2005 |
| ------ | ---- | ---- | ---- | ---- | ---- | ---- | ---- |
| Dân số | 154  | 153  | 137  | 127  | 125  | 127  | 112  |